# Misoprostol
Misoprostol is een geneesmiddel dat wordt gebruikt ter voorkoming van maagzweren als gevolg van het gebruik van NSAID's en als middel om een abortus provocatus uit te voeren door weeën op te wekken na het innemen van mifepriston als onderdeel van de abortuspil.
Misoprostol kan uteruscontracties veroorzaken die de zwangerschap kunnen afbreken. Daarom is gebruik van misoprostol tijdens zwangerschap gecontraïndiceerd. Ook gebruik tijdens lactatie wordt afgeraden, omdat niet bekend is of de actieve metaboliet misoprostolzuur overgaat in de moedermelk.
Misoprostol is een synthetische vorm van het menselijke prostaglandine E1. Het werd ontwikkeld en op de markt gebracht door G.D. Searle & Company (thans Pfizer) onder de merknaam Cytotec.
Diverse onderzoeken lopen naar de exacte dosering waarin misoprostol bij abortusindicatie moet worden gebruikt. De inzichten hierover zijn wisselend.
De stof is opgenomen in de lijst van essentiële geneesmiddelen van de WHO.

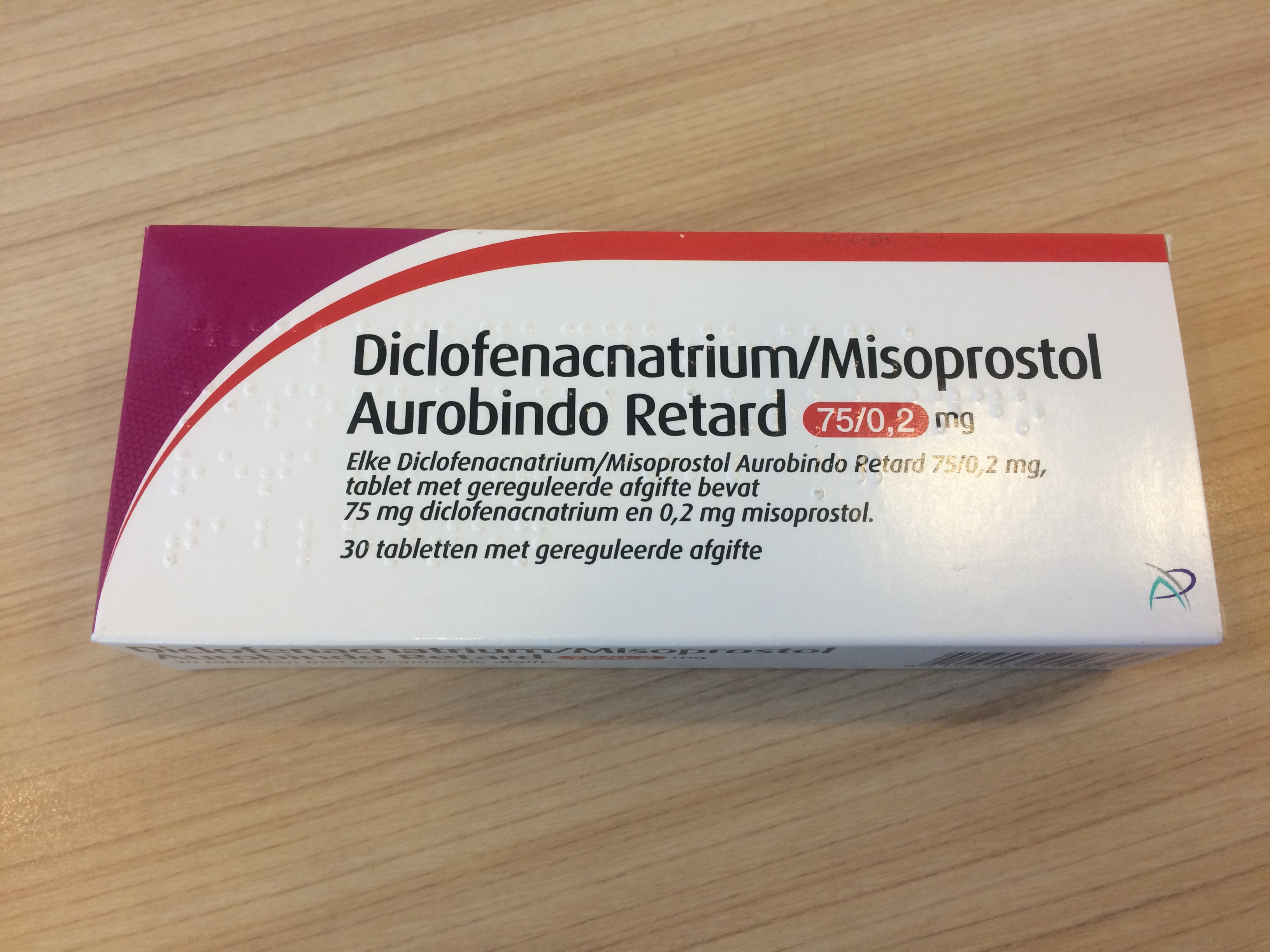
Diclofenac waaraan Misoprostol is toegevoegd ter voorkoming van maagaandoeningen.